# MEROPE
MEROPE (Montana EaRth Orbiting Pico-Explorer) war ein von Studenten der Montana State University gebauter Cubesat. Er sollte am 26. Juli 2006 mit einer Dnepr-Rakete in den Weltraum gebracht werden. Aufgrund eines technischen Defekts am Triebwerk der Rakete erreichte der Satellit jedoch nie den Weltraum.

## Missionsziel
MEROPE sollte die von dem Van-Allen-Gürtel ausgehende Strahlung messen und erproben, welche Auswirkungen diese Strahlung auf die Systeme eines Satelliten hat.

## Komponenten
MEROPE bestand unter anderem aus folgenden Komponenten:
- einer Kommunikationsplatine mit einem Empfänger und einem Sender, die 2-Wege-Kommunikation ermöglichen sollte
- einem Geiger-Müller-Zählrohr, um die vom Magnetfeld der Erde eingefangenen Teilchen, aus denen der Van-Allen-Gürtel besteht, zu messen
- einem passiven Magnettorquer zur Lageregelung des Satelliten
- einer Steuerungsplatine mit einem Microcontroller
- einer Stromplatine, auf der der von Solarzellen an der Außenseite des Satelliten produzierte Strom umgewandelt und gespeichert wird